# جزیره جیمز راس
جزیره جیمز راس (انگلیسی: James Ross Island) جزیره‌ای بزرگ در سمت جنوب‌شرقی و در نزدیکی انتهای شمال‌شرقی شبه‌جزیره جنوبگان است که توسط آبراهه پرنس گوستاو از آن جدا شده‌است. ارتفاع این جزیره تا ۱٬۶۳۰ متر (۵٬۳۵۰ فوت) می‌رسد، شکل آن نامنظم است و ۶۴ کیلومتر (۴۰ مایل) در جهت شمال به جنوب امتداد دارد. این جزیره در اکتبر ۱۹۰۳ طی سفر کاوشگری جنوبگان سوئد به رهبری اتو نوردنسکولد نقشه‌برداری شد و توسط وی به نام جیمز کلارک راس نام‌گذاری شد. جیمز کلارک راس رهبر یک سفر کاوشگری بریتانیایی به این منطقه در سال ۱۸۴۲ بود که تعدادی از نقاط را در امتداد ضلع شرقی جزیره کشف و ترسیم کرد. عنوان جزیره «جیمز» راس برای جلوگیری از اشتباه گرفتن این جزیره با جزیره راس در دریاراه مک‌موردو که بیشتر شناخته شده، استفاده می‌شود.
جزیره جیمز راس یکی از چندین جزیره در اطراف شبه‌جزیره جنوبگان است که به عنوان سرزمین گراهام شناخته می‌شود که بیش از هر بخش دیگری از قاره جنوبگان به آمریکای جنوبی نزدیک است. این جزیره تا سال ۱۹۹۵ توسط یک یخ‌تاق به سرزمین اصلی جنوبگان متصل بود، تا این که این یخ‌تاق فرو ریخت و آبراهه پرنس گوستاو را برای نخستین بار قابل عبور کرد.
ایستگاه قطبی مندل، اولین پایگاه جنوبگانی جمهوری چک، در این جزیره واقع شده‌است.